# Aldo de Nigris
Aldo de Nigris Guajardo (Monterrey, 1983. július 22. –) egy mexikói válogatott labdarúgócsatár, aki jelenleg a CF Monterrey csapatában szerepel. Kétszeres mexikói bajnok. Bátyja, a fiatalon elhunyt Antonio de Nigris szintén válogatott labdarúgó volt.

## Pályafutása

### Klubcsapatokban
Első profi felnőtt csapatában, a Tigres de la UANL-ban 2002. augusztus 3-án lépett először pályára a Jaguares otthonában, egy 1–3-ra megnyert mérkőzésen. Legnagyobb sikereit a Monterreyjel érte el: megnyerték a 2009-es és a 2010-es Apertura bajnokságot is.

### A válogatottban
A válogatottban először 26 évesen, 2010 februárjában szerepelt egy Bolívia elleni barátságos mérkőzésen, majd több barátságoson és vb-selejtezőn is pályára lépett. Később részt vett a 2011-es CONCACAF-aranykupán is, ahol négy gólt is szerzett, de a döntőben nem játszott. Benne volt a 2013-as konföderációs kupa mexikói keretében is, de ott nem jutott lehetőséghez.

#### Mérkőzései a válogatottban
| Mexikó | Mexikó              | Mexikó                                   | Mexikó        | Mexikó   | Mexikó              | Mexikó                          | Mexikó | Mexikó      |
| #      | Dátum               | Helyszín                                 | Hazai         | Eredmény | Vendég              | Kiírás                          | Gólok  | Esemény     |
| ------ | ------------------- | ---------------------------------------- | ------------- | -------- | ------------------- | ------------------------------- | ------ | ----------- |
| 1.     | 2010. február 24.   | San Francisco, Candlestick Park          | Mexikó        | 5 – 0    | Bolívia             | barátságos                      | 0      | 46'         |
| 2.     | 2010. március 3.    | Pasadena, Rose Bowl                      | Mexikó        | 2 – 0    | Új-Zéland           | barátságos                      | 0      | 46'         |
| 3.     | 2011. február 9.    | Atlanta, Georgia Dome                    | Mexikó        | 2 – 0    | Bosznia-Hercegovina | barátságos                      | 0      | 58'         |
| 4.     | 2011. március 26.   | Oakland, Oakland Coliseum                | Mexikó        | 3 – 1    | Paraguay            | barátságos                      | 0      | 65'         |
| 5.     | 2011. március 29.   | San Diego, Qualcomm Stadium              | Mexikó        | 1 – 1    | Venezuela           | barátságos                      | 1      | 46' 58'     |
| 6.     | 2011. május 28.     | Seattle, CenturyLink Field               | Mexikó        | 1 – 1    | Ecuador             | barátságos                      | 0      |             |
| 7.     | 2011. június 1.     | Denver, Invesco Field                    | Mexikó        | 3 – 0    | Új-Zéland           | barátságos                      | 1      | 43'         |
| 8.     | 2011. június 5.     | Arlington, Cowboys Stadium               | Salvador      | 0 – 5    | Mexikó              | CONCACAF-aranykupa, csoportkör  | 1      | 56' 58'     |
| 9.     | 2011. június 9.     | Charlotte, Bank of America Stadion       | Kuba          | 0 – 5    | Mexikó              | CONCACAF-aranykupa, csoportkör  | 1      | 63' 65'     |
| 10.    | 2011. június 12.    | Chicago, Soldier Field                   | Mexikó        | 4 – 1    | Costa Rica          | CONCACAF-aranykupa, csoportkör  | 0      | 83'         |
| 11.    | 2011. június 18.    | East Rutherford, New Meadowlands Stadium | Mexikó        | 2 – 1    | Guatemala           | CONCACAF-aranykupa, negyeddöntő | 1      | 46' 48'     |
| 12.    | 2011. június 22.    | Houston, Reliant Stadion                 | Honduras      | 0 – 2    | Mexikó              | CONCACAF-aranykupa, elődöntő    | 1      | 52' 93' 93' |
| 13.    | 2011. szeptember 2. | Varsó, Pepsi Arena                       | Lengyelország | 1 – 1    | Mexikó              | barátságos                      | 0      | 46'         |
| 14.    | 2011. szeptember 4. | Barcelona, Estadi Cornellà-El Prat       | Mexikó        | 1 – 0    | Chile               | barátságos                      | 0      | 46'         |
| 15.    | 2012. május 27.     | New York, MetLife Stadium                | Mexikó        | 2 – 0    | Wales               | barátságos                      | 2      | 43' 88'     |
| 16.    | 2012. május 31.     | Chicago, Soldier Field                   | Mexikó        | 2 – 1    | Bosznia-Hercegovina | barátságos                      | 0      | 73'         |
| 17.    | 2012. június 3.     | Arlington, Cowboys Stadium               | Mexikó        | 2 – 0    | Brazília            | barátságos                      | 0      | 54'         |
| 18.    | 2012. június 8.     | Mexikóváros, Estadio Azteca              | Mexikó        | 3 – 1    | Guyana              | vb-selejtező                    | 0      | 81'         |
| 19.    | 2012. augusztus 15. | Mexikóváros, Estadio Azteca              | Mexikó        | 0 – 1    | Egyesült Államok    | barátságos                      | 0      | 73'         |
| 20.    | 2012. október 16.   | Torreón, Estadio TSM Corona              | Mexikó        | 2 – 0    | Salvador            | vb-selejtező                    | 0      | 60'         |
| 21.    | 2013. január 30.    | Glendale, University of Phoenix Stadium  | Mexikó        | 1 – 1    | Dánia               | barátságos                      | 0      | 69'         |
| 22.    | 2013. május 31.     | Houston, Reliant Stadium                 | Mexikó        | 2 – 2    | Nigéria             | barátságos                      | 0      | 45'         |
| 23.    | 2013. június 4.     | Kingston, Independence Park              | Jamaica       | 0 – 1    | Mexikó              | vb-selejtező                    | 1      | 48' 67'     |
| 24.    | 2013. június 7.     | Panamaváros, Estadio Rommel Fernández    | Panama        | 0 – 0    | Mexikó              | vb-selejtező                    | 0      | 80'         |
| 25.    | 2013. június 11.    | Mexikóváros, Estadio Azteca              | Mexikó        | 0 – 0    | Costa Rica          | vb-selejtező                    | 0      | 54'         |
| 26.    | 2013. október 30.   | San Diego, Qualcomm stadion              | Mexikó        | 4 – 2    | Finnország          | barátságos                      | 0      | 46'         |
| 27.    | 2013. november 20.  | Wellington, Westpac stadion              | Új-Zéland     | 2 – 4    | Mexikó              | vb-selejtező                    | 0      | 67'         |
| 28.    | 2014. január 29.    | San Antonio, Alamodome                   | Mexikó        | 4 – 0    | Dél-Korea           | barátságos                      | 0      | 55'         |
|        | Összesen            |                                          |               | 28       | mérkőzés            |                                 | 9      | gól         |